# 喃答失
喃答失（蒙古语转写：Nūm tāš），元朝皇族，是成吉思汗次子察合台的后裔，出伯的孙子，豳王南忽里的儿子。

## 生平
帖木儿帝国编纂的《贵显世系》记载南忽里有喃答失和卜颜帖木儿（Buyān tīmūrبیان تیمور）二子。《重修文殊寺碑》明确记载喃忽里大王之后由喃答失太子继位，确认喃答失为其继承人，且该碑即为喃答失所建。元英宗至治元年（1321年），喃答失与宽彻、忽塔忒迷失一同受封官印，其中喃答失为正三品，比另两人的从三品高一级，表明当时出伯系有三支宗王，而南忽里-喃答失家族居统辖地位。至治年间，他和高昌王帖木儿补化同领甘肃诸軍。南忽里之弟忽塔忒迷失借天历之变扩张势力，夺取豳王称号及出伯兀鲁思统治权。喃答失或降为金镀银印王爵，喃答失之后，其弟卜颜帖木儿承袭豳王之位。